# Аффектація
Афектація ( лат. affectatio ) - згідно з Словником Ожегова : «неприродна, зазвичай показна збудженість в поведінці та мові» . За словником Чудінова для опису цього терміна використовується слово "кривляння"  . 
В кінці XIX — на початку XX століття на сторінках Энциклопедичного словника Брокгауза і Єфрона було вказано, що за допомогою афектації людина, як правило, прагне справити бажане враження, представити зовнішнім образом такі почуття, яких насправді у даний момент не відчуває  .
Так, для прикладу, оратор вдається до афектації, якщо прагне вразити своїх слухачів мімікою, жестами, тоном голосу, демонструє обурення чи якесь інше почуття. У театрі, літературі, живописі та інших галузях мистецтва критика  визнавала відсутність афектації як безперечну гідність.

## Значення в інших словниках
афектувати — АФЕКТУВА́ТИ, у́ю, у́єш, недок., що, чим. Виражати свої почуття, настрої надто підкреслено і перебільшено (неприродними жестами, штучною піднесеністю мови). От він копіює якогось повітового модника .. Той – то афектує жестами або говорить (Г. Хоткевич). Словник української мови у 20 томах 
афектувати — афектува́ти дієслово недоконаного і доконаного виду. Орфографічний словник української мови
афектувати — Прикидатися, прикинутися, удавати, удати, див. лукавити. Словник чужослів Павло Штепа